# Phạm Minh Chính
Phạm Minh Chính (Hoa Lộc, Thanh Hóa, 10 de diciembre de 1958) es un político vietnamita y ex teniente general de seguridad pública. Se ha desempeñado como el octavo primer ministro de Vietnam desde 2021 y actualmente ocupa el tercer lugar en el Partido Comunista después del secretario general Tô Lâm y el presidente Lương Cường.

## Biografía
En 1975, se graduó en la Universidad de Estúdios Extranjeros, hoy Universidad de Hanoi. En 1976, viajó con una beca a la República Socialista de Rumania, donde estudió y se graduó en la Universidad Técnica de Ingeniería Civil de Bucarest. Miembro del Partido Comunista de Vietnam desde el 25 de diciembre de 1987.
Es actualmente miembro del Buró Político del Partido Comunista de Vietnam y del secretariado del Partido Comunista e integrante de la Asamblea Nacional de Vietnam. Fue Director Adjunto de la Comisión de  Organización del Comité Central; Secretario del Comité Provincial del partido en la Provincia de Quảng Ninh; Viceministro de Seguridad Pública, Director General de Logística y Tecnología del Ministerio de Seguridad Pública y Subdirector del Departamento General de Inteligencia. El 5 de abril de 2021, se convirtió en Primer ministro de la República Socialista de Vietnam, tras ser elegido por la Asamblea Nacional.